# Саруман
Саруман — персонаж у леґендаріумі Сильмариліон, створений Дж. Р. Р. Толкіном. «Вправний Муж» — так люди іменували Куруніра, одного з істарів (чарівників).

## Опис
З ельфійських оповідей Середзем'я відомо, наче істарі — то посланці, котрих Володарі Заходу вирядили змагатися з владою Саурона, якщо він з'явиться знову, і спонукали ельфів, людей та інших живих істот доброї волі до звитяжних учинків. Чарівники прибули в подобах людей, могутніх старців, котрі з роками ледве чи змінювались і старіли повільно, хоча на них і лягало багато турбот; вони володіли неймовірною мудрістю і багатьма чудесними вміннями розуму та рук. Тривалий час істарі мандрували всюди між ельфів та людей, спілкувалися також зі звірами та птахами; і народи Середзем'я називали їх різними іменами, бо своїх справжніх імен ті не розкривали. Головним серед них були ті, котрих ельфи звали Мітрандіром і Куруніром, а люди на Півночі — Ґандальфом і Саруманом. З-поміж них Курунір був найстаршим і прийшов першим, а за ним прибули Мітрандір і Радаґаст, а також інші істарі, котрі подалися на схід Середзем'я.